# 량강도 폭발 사고
량강도 폭발 사고(兩江道 爆發 事故) 또는 김형직군 폭발 사고(金亨稷郡 爆發 事故)는 2004년 9월 9일 조선민주주의인민공화국 량강도 김형직군 월탄리에서 있었던 것으로 추정되는 폭발 사고를 말한다.
3.5km ~ 4km 정도의 먼지 구름이 발생했으며, 이 구름이 미국의 군사위성에 의해 촬영되었다고 하나, 진위는 파악되지 않았으며, 보통의 구름을 오인하였을 가능성도 제기되었다.
9월 13일 백남순 조선민주주의인민공화국 외무상은 이것이 수력발전소를 위한 댐 건설중에 벌어진 사고라고 발표했다. 이튿날 정동영 통일부 장관은 사전 통보가 없었다며 사실 여부를 검토하겠다고 했다. 대한민국과 미국의 언론은 핵무기 실험 또는 북한의 반정부 단체와 관련된 폭발이 아니냐는 의혹을 제기했다.
대한민국의 인공위성인 아리랑 1호가 폭발 현장의 인근 지대를 촬영했으나, 별다른 폭파 흔적이 발견되지 않았고, 대한민국 정부 측에서는 뚜렷한 분석이 나오지 않았다.
9월 15일 미국의 콜린 파월 국무장관이 북조선의 해명이 미국 정부의 견해와 일치한다고 했다. 또한 평양 주재 각국 외교관들의 현장 사찰 후, 폭발의 크기가 과장되었으며, 위치도 처음 대한민국과 미국이 추정하였던 위치와는 떨어진 거리였던 것으로 밝혀졌다.

## 영화
2006년 개봉한 미국 영화 에너미 라인스 2: 악의 축에서, 2004년 북한 량강도의 대형 폭발사고로 인한 버섯 구름의 생성은, 미국 네이비 씰과 한국 특수부대 요원들이 지하 사일로에 저장되어 있던 북한의 3단 토폴급 ICBM 핵미사일을 비밀리에 폭파한 사건으로 묘사하고 있다. 이 영화는 픽션으로 토폴 미사일은 러시아제 ICBM으로서, RT-2PM Topol과 RT-2UTTH Topol M이 있는데, 이 중 지하 사일로 방식은 토폴-M이다. 토폴-M은 사거리 11,000 km인 고체 추진 3단 로켓의 핵미사일이다. 550킬로톤급의 핵미사일을 탑재한다. 나가사키시에 투하된 팻 맨 핵폭탄(20Kt)의 27.5배 위력이다.

## 같이 보기
- 조선민주주의인민공화국의 대량살상무기 문제
- 삼지연 미사일 기지